# James Spader
James Spader, född 7 februari 1960 i Boston i Massachusetts, är en amerikansk skådespelare.
Spaders första viktiga filmroll var i Franco Zeffirellis Endless Love (1981) och 1985 spelade han sin första huvudroll i Tuff Turf. Under 1980-talet medverkade han också bland annat i Pretty in Pink (1986), Wall Street Baby Boom och Skyltdockan (alla 1987), oftast i biroller. För sin roll i Sex, lögner och videoband (1989) blev han prisbelönad som bästa skådespelare vid Cannesfestivalen. Han har fortsatt att medverka i ett stort antal filmer och även i TV-serier som Boston Legal (2004–2008).

## Filmografi
- 1981 – Kärlek utan gräns
- 1985 – Gatans krigare
- 1985 – The New Kids
- 1986 – Pretty in Pink
- 1987 – Skyltdockan
- 1987 – Baby Boom
- 1987 – Noll att förlora
- 1987 – Wall Street
- 1988 – Nere vid sjön
- 1988 – Jack's Back
- 1989 – Sex, lögner och videoband
- 1990 – Bad Influence
- 1990 – Laddat möte
- 1991 – True Colors
- 1992 – Storyville
- 1992 – Bob Roberts
- 1993 – Slumpens musik
- 1993 – Dream Lover
- 1994 – Wolf
- 1994 – Frasier (TV-serie) ("Slow Tango in South Seattle")
- 1994 – Stargate
- 1996 – Crash
- 1996 – Två dagar i L.A.
- 1997 – Driftwood
- 1997 – Keys to Tulsa
- 1997 – Critical Care
- 1997 – Seinfeld (TV-serie) ("The Apology")
- 1998 – N.Y. Ghosts
- 2000 – Supernova
- 2000 – The Watcher
- 2001 – På tal om sex
- 2002 – Secretary
- 2002 – The Stick Up
- 2003 – The Pentagon Papers (TV-film)
- 2003 – I Witness
- 2003 – Alien Hunter (TV-film)
- 2003–2004 – Advokaterna (TV-serie)
- 2004 – Shadow of Fear
- 2004–2008 – Boston Legal (TV-serie)
- 2009 – Shorts – Jakten på önskestenen
- 2011–2012 – The Office (TV-serie) (19 avsnitt)
- 2012 – Lincoln
- 2013–2023 – The Blacklist (TV-serie)
- 2014 – The Homesman
- 2015 – Avengers: Age of Ultron